# Saison 4 de Starsky et Hutch
Chronologie
Saison 3
Cette page présente la liste des épisodes de la quatrième saison (1978-1979) de la série télévisée américaine Starsky et Hutch (Starsky & Hutch), avec des résumés des épisodes.

## Épisode 1:Discomania
- États-Unis : 12 septembre 1978 sur ABC
- France : 25 avril 1984 sur TF1

- Pierrino Mascarino (Tony Mariposa)
- Adrian Zmed (Marty Decker)
- Amanda McBroom (Lieutenant Lizzie Thorpe)
- Bruce Scott (Disc Jockey)

## Épisode 2:Le Grand Jeu
- États-Unis : 19 septembre 1978 sur ABC
- France : 28 octobre 1984 sur TF1

- Jack Ging (Ray Pardee)
- Suzanne Charny (Gina)
- David Pendleton (Docteur)
- Liz Torres (Anita)

## Épisode 3:Ultimatum
- États-Unis : 26 septembre 1978 sur ABC
- France : 18 mars 1984 sur TF1

- Kim Cattrall (Emily Harrison)
- Gary Wood (Don Widdicombe)
- Robin Strand (Kenny)
- Joan Pringle (Sharon)
- Sheldon Allman (Docteur)
- Howard George (Pinky)

## Épisode 4:La Photo
- États-Unis : 10 octobre 1978 sur ABC
- France : 30 août 1980 sur TF1

- Britt Lind (Marcie Fletcher)
- Sally Kirkland (Greta Wren / Dora Pruitt)
- Jayson Kane (Troy Braddock)
- Shera Danese (Nicole Monk)
- Hank Brandt (John Reinhart)

## Épisode 5:À votre santé
- États-Unis : 17 octobre 1978 sur ABC
- France : 27 septembre 1980 sur TF1

- Mary Louise Weller (Dolly Ivers)
- Billy Green Bush (Willy Hall)
- Johnny Collins III (Frank)
- Dennis Fimple (Virgil)
- Pat Corley (Ben Meadows)

## Épisode 6:Une justice étrange
- États-Unis : 24 octobre 1978 sur ABC
- France : 26 novembre 1983 sur TF1

- Kenneth McMillan (Lieutenant Dan Slate)
- Carl Anderson (Marsellus Cobb)
- Mary Crosby (Leslie Slate)
- Lindsay Bloom (Officier Dee O'Reilly)
- John Zenda (Capitaine Ed Myerson)
- Joseph Reale (Lenny Biggs)

## Épisode 7:Vengeance
- États-Unis : 31 octobre 1978 sur ABC
- France : 19 novembre 1983 sur TF1

- Joanna Cassidy (Monique Travers/Harry)
- Tim Thomerson (Phil)
- Michael Delano (Roger)
- Charles Cyphers (Delanney)
- G.W. Bailey (Employé)

## Épisode 8:Noblesse désoblige
- États-Unis : 14 novembre 1978 sur ABC
- France : 3 décembre 1983 sur TF1

- Audrey Meadows (Hilda Zuckerman)
- Norm Alden (Buddy Owens)
- Rene Auberjonois (Le Baron)
- John Fujioka (Hadashi)
- Tracey Walter (Leo)

## Épisode 9:Bleu et noir
- États-Unis : 21 novembre 1978 sur ABC
- France : 4 novembre 1984 sur TF1

- Vonetta McGee (Détective Joan Meredith)
- Mykel T. Williamson (Bruce)
- Susan Kellerman (Mary)
- Rene Levant (Lionel Trayne)
- Candice Bowen (Vivian)
- Lily Valenty (Madame Greene)

## Épisode 10:Quel métier!
- États-Unis : 28 novembre 1978 sur ABC
- France : 20 septembre 1980 sur TF1

- Robert Loggia (Jack Parker)
- Darryl McCullough (Harold)
- Caren Kaye (Melinda Rogers)
- John Ashton (Roy Sears)
- Gerald Hiken (Docteur Marks)
- Marianne Bunch (Barbara Wilson)

## Épisode 11:Cover girl
- États-Unis : 12 décembre 1978 sur ABC
- France : 6 septembre 1980 sur TF1

- Maud Adams (Kate Larabee)
- Jerôme Guardino (Lindsay)
- Jeffrey Tambor (Randolph)
- Allan Miller (James Brady)
- Markie Bey (Minnie Kaplan)
- Calvin Lockhart (Angel)

## Épisode 12:Un cas difficile
- États-Unis : 19 décembre 1978 sur ABC
- France : 5 décembre 1982 sur TF1

- John Herzfeld (Nick Starsky)
- Nicholas Worth (Al)
- Anthony Ponzini (Frank Stryker)
- Eddie Fontaine (Jake)
- Elizabeth Brooks (Marlene)
- Liverty Godshall (Katie)

## Épisode 13:L'Ange doré
- États-Unis : 16 janvier 1979 sur ABC
- France : 17 avril 1983 sur TF1

- Ray Walston (Tommy Reese)
- Steve Oliver (Buzzy Boone)
- Lynn Benesch (Candy Reese)
- Hilary Beane (Camille Boone)
- Richard Karron (Hammerlock Grange)
- Paula Victor (Stella)

## Épisode 14:La Ballade
- États-Unis : 23 janvier 1979 sur ABC
- France : 17 décembre 1983 sur TF1

- Jenny O'Hara (Marianne Owens)
- Malachi Throne (Joe Finch)
- John Karlen (Capitaine Stanton)
- Sandy Baron (Harry Owens)
- Stack Pierce (Chicky)
- Dominic Barto (Charlie Baron)

## Épisode 15:Un oiseau de malheur
- États-Unis : 30 janvier 1979 sur ABC
- France : 10 décembre 1983 sur TF1

- John P. Ryan (Luke Huntley)
- Allan Arbus (Anthony Reuban)
- Martin Kove (Jimmy Lucas)
- Barbara Stuart (Doris Huntley)
- Charles Cyphers (Détective Webster)
- Victoria Peters (Gloria)

## Épisode 16:90 livres de problèmes
- États-Unis : 6 février 1979 sur ABC
- France : 24 décembre 1983 sur TF1

- Lenny Baker (Damon)
- Peter Mark Richman (Avery Schiller)
- Kaz Garas (Eddie Carlyle)
- Lana Wood (Sidney Archer)
- Mare Winningham (Joey Carston)
- Ann Prentiss (Madame Carston)

## Épisode 17:Huggy ne peut plus rentrer chez lui
- États-Unis : 13 février 1979 sur ABC
- France : 14 octobre 1984 sur TF1

- Richard Ward (Julius Washington)
- Royce D. Applegate (Dolphin)
- Lee Weaver (Wesley Boseman)
- Roger E. Mosley (Big Red)
- Francesca Roberts (Cora Lee)
- Bryan O'Dell (Junior)

## Épisode 18:Ah! Quel beau rôle!:1repartie
- États-Unis : 6 mars 1979 sur ABC
- France : 11 novembre 1984 sur TF1

- Ken Kercheval (District attorney Clayburn)
- Robert Tessier (Le soldat)
- Ted Neely (Rigger)
- Peter MacLean (Juge McClellan)
- Quinn Redeker (Agent fédéral)
- Troas Hayes (Mardean)

## Épisode 19:Ah! Quel beau rôle!:2epartie
- États-Unis : 11 mars 1979 sur ABC
- France : 18 novembre 1984 sur TF1

- Peter MacLean (Juge McClellan)
- William Prince (James Gunther)
- Alex Courtney (Bates)
- Ken Kercheval (District Attorney Clayburn)

## Épisode 20:Ah! Quel beau rôle!:3epartie
- États-Unis : 11 mars 1979 sur ABC
- France : 25 novembre 1984 sur TF1

- Hilary Thompson (Allison May)
- Bert Remsen (Thomas May)
- William Prince (James Gunther)
- Richard Herd (Smithers)

## Épisode 21:Starsky contre Hutch
- États-Unis : 8 mai 1979 sur ABC
- France : 31 décembre 1983 sur TF1

- Richard Lynch (Joey Webster)
- Corinne Calvet (Marlene Bouvet)
- Yvonne Craig (Carol)
- Garrett Craig (Richie)
- Susan Miller (Susan)
- Markie Bey (Minnie Kaplan)

## Épisode 22:Que la vengeance est douce
- États-Unis : 15 mai 1979 sur ABC
- France : 9 décembre 1984 sur TF1

- William Prince (James Gunther)
- Alex Courtney (Gates)
- Sean Griffin (Jonathan Welles)
- Ivan Bonar (Lancaster)
- Conrad Bachman (Le docteur)
- Lou Felder (Schneider)